# David Akers
David Roy Akers (født 9. december 1974 i Lexington, Kentucky, USA) er en amerikansk footballspiller, der pt. står uden klub. Akers spillede sit første år i NFL hos Washington Redskins. Siden da har han spillet for en lang række klubber, længst tid hos Philadelphia Eagles.
Akers var en del af det Philadelphia Eagles-hold, der i 2005 nåede Super Bowl XXXIX, hvor man dog tabte til New England Patriots. Seks gange, i 2001, 2002, 2004, 2009, 2010 og 2011 har han været udtaget til Pro Bowl, NFL's All Star-kamp.

## Klubber
- 1998: Washington Redskins
- 1999: Berlin Thunder
- 1999-2010: Philadelphia Eagles
- 2011-2012: San Francisco 49ers
- 2013: Detroit Lions